# Clelea albomacula
Clelea albomacula är en fjärilsart som beskrevs av John Henry Leech 1898. Clelea albomacula ingår i släktet Clelea och familjen bastardsvärmare. Inga underarter finns listade i Catalogue of Life.